# Matt Costello (Basketballspieler)
Matthew Tyler Costello (* 5. August 1993 in Linwood, Michigan) ist ein US-amerikanisch-ivorischer Basketballspieler.

## Werdegang
Als Mitglied der Basketballmannschaft der Bay City Western High School wurde Costello 2012 als Spieler des Jahres im US-Bundesstaat Michigan ausgezeichnet. Zwischen 2012 und 2016 spielte er für die Hochschulmannschaft der Michigan State University. In der Saison 2015/16 war er einer von drei Mannschaftskapitänen und erzielte mit 10,7 Punkten je Begegnung den besten Schnitt seiner Hochschulzeit. Mit 146 geblockten gegnerischen Würfen innerhalb von vier Jahren stellte er eine Bestmarke für die Michigan State University auf.
Costellos Laufbahn als Berufsbasketballspieler begann in der NBA G-League: Für die Mannschaft Iowa Energy kam er 2016/17 auf 23 Spiele (9,5 Punkte, 10,2 Rebounds, 1,7 Blocks/Spiel). Im Sommer 2017 unterschrieb Costello bei den San Antonio Spurs einen Zweiwegevertrag, der ihm die Möglichkeit eröffnete, in der NBA und in der NBA G-League eingesetzt zu werden. Er stand im Verlauf des Spieljahres 2017/18 für San Antonio in vier NBA-Spielen auf dem Feld und erzielte insgesamt vier Punkte. In den Farben der Austin Toros in der NBA G-League kamen 30 Hauptrundeneinsätze (8 Punkte, 6,9 Rebounds, 2,1 Blocks/Spiel) hinzu. Er gewann mit Austin den Meistertitel.
Im Sommer 2018 wurde er von Scandone Avellino (Italien) verpflichtet. Er wurde wegen einer Knöchelverletzung, die eine Operation erforderte, nur in sechs Spielen eingesetzt. Von 2019 bis 2021 stand Costello bei CB Gran Canaria in der spanischen Liga ACB unter Vertrag, war in beiden Spieljahren Leistungsträger. Insgesamt kam er für Gran Canaria auf 58 Ligaspiele (11,9 Punkte, 6,7 Rebounds/Spiel).
2021 wechselte er innerhalb der Liga ACB zu Saski Baskonia. Im Spieljahr 2023/24 stand er mit einer Feldwurftrefferquote von 69,1 Prozent auf dem dritten Platz der spanischen Liga. Im Sommer 2024 unterschrieb Costello einen Vertrag beim Valencia Basket Club.

### Nationalmannschaft
Costello erhielt die Staatsbürgerschaft der Elfenbeinküste und wurde Mitglied der Nationalmannschaft. 2021 erreichte er mit ihr das Endspiel der Afrikameisterschaft, dort verlor man gegen Tunesien. Costello war im Turnierverlauf mit 16,2 Punkten je Begegnung bester Korbschütze seiner Mannschaft.